# La passione di Gesù Cristo
La Passione di Gesù Cristo è il titolo di un libretto scritto da Metastasio che è stato più volte ripreso come un'azione sacra o oratorio da molti compositori del tardo barocco, Rococo e del primo periodo classico.

## Scrittura e allestimento originale
Il libretto fu scritto dal poeta imperiale di Roma su indicazione di Carlo VI, Sacro Romano Imperatore. L'allestimento originale del compositore di corte Antonio Caldara de: La passione di Gesù Cristo signor nostro fu messo in scena nel santo sepolcro della Hofburgkapelle, la cappella reale di Vienna, per la Settimana Santa il 3 Aprile 1730.
L'oratorio rappresenta un distacco dalle ambientazioni dei racconti sulla passione presenti nel Vangelo, come la versione in latino Passio Secundum Ioannem di Alessandro Scarlatti, verso uno stile più teatrale.  I quattro ruoli centrali sono quelli di S. Pietro, S. Giovanni, Maria Maddalena, Giuseppe d'Arimatea che rispondono alle domande di Pietro sulla crocifissione.

## Altri allestimenti
- 1733 Carlo Sodi, Roma.
- 1735 Giovanni Lorenzo Gregori, Lucca.
- 1735 Giuseppe Venturelli, Modena.
- 1736 Michelangiolo Magagni, Firenze.
- 1737 Domenico Natale Sarro, Roma.
- 1742 Davide Perez (1711–1778), Palermo.
- 1743 Domenico Valentini, Venezia. (musica andata persa)
- 1743 Niccolò Conti, Venezia.
- 1747 Giovanni Cordicelli, Roma.
- 1749 Andrea Cornario, Roma.
- 1749 Niccolò Jommelli, La Passione di NS Gesù Cristo, Venezia; venne considerata "notevolmente ben impostata" da Charles Burney e ammirata da James Edward Smith.
- 1750 Johann Georg Schürer, Dresda
- 1751 Jan Batista Runcher, Trento.
- 1754 Carlo Alisio Pietragrua, Bamberga.
- 1754 Ignaz Holzbauer, Mannheim.
- 1754 Johann Gottlieb Harrer, Lipsia.
- 1755 Johann Ernst Eberlin nella traduzione tedesca nel Convento dei Benedettini, Salisburgo.
- 1756 Giuseppe Feroci, Arezzo.
- 1759 Giovanni Masi, Firenze.
- 1759 Francesco Zannetti, Volterra.
- 1762 Domenico Francesco Vannucci (1718–1775), Lucca.
- 1767 Johann Gottlieb Naumann, Padova.
- 1772 Pietro Pompeo Sales (1729–1797), Ehrenbreitstein (Coblenza).
- 1773 Josef Mysliveček, Firenze.
- 1775 Pietro Maria Crispi, maestro di cappella, Roma
- 1776 Antonio Salieri, Vienna. – Si dice che Metastasio abbia detto davanti all'imperatore che la versione di Salieri "era la più espressiva fra tutte quelle scritte su questo tema."
- 1776 Francesco Antonio Uttini, Stoccolma.
- 1776 Andrea Luchesi, Bonn.
- 1778 Joseph Schuster, Dresda (Allievo di Johann Georg Schürer, sopra).
- 1778 Giuseppe Morosini patrizio veneto, Venezia.
- 1778 Joseph Schuster, Dresda.
- 1778 Joseph Starzer (1726–1787), Vienna.
- 1779 Giammaria Pavani, Ancona.
- 1780 Antonio Calegari (1757–1828), Firenze.
- 1780 Gian Francesco de Majo, Bologna.
- 1782 Francesco Azopardi, Manoel Theatre, La Valletta.
- 1783 Giovanni Paisiello, Saint Petersburg, anche Varsavia, 1784.
- 1783 Johann Friedrich Reichardt, Vienna.
- 1783 Luciano Xavier dos Santos (1734–1808), Lisbona.
- 1785 Carlo Commandini.
- 1786 Alessio Prati, Florence.
- 1787 Federico Torelli, Bologna
- 1787 Nicola Antonio Zingarelli, Milano.
- 1788 Carlo Spontoni, Bologna.
- 1789 Gaetano Andreozzi, Napoli.
- 1789 Vincenzo Fiocchi, Roma.
- 1790 Pietro Guglielmi, Madrid.
- 1790 Antonio Teiber, Vienna.
- 1791 Almerici.
- 1792 Stanislao Mattei, Bologna.
- 1794 Johann Simon Mayr, Venezia.
- 1794 Michele Mortellari, Londra.
- 1799 Giuseppe Nicolini, Napoli.
- 1812 Francesco Morlacchi, Dresda. (Allievo di Stanislao Mattei, sopra)
- 2023 Flavio Ferri-Benedetti, Basilea.